# Eduardo Darias
Washington Eduardo Darias Lafuente (ur. 28 lutego 1998 w Toledo) – urugwajski piłkarz występujący na pozycji środkowego pomocnika lub skrzydłowego, od 2024 roku zawodnik Peñarolu.